# Claude-Edmonde Magny
Pour les articles homonymes, voir Magny.
Claude-Edmonde Magny (née Edmonde Vinel ; 1913-1966) est une femme de lettres française.

## Biographie
Edmonde Vinel est reçue au concours d’entrée à l'École normale supérieure, rue d’Ulm, seule femme de la promotion 1932 (celle de Georges Bonnefoy, de Jean Gosset et de Pierre Grimal qu’elle épouse ensuite).
Agrégée de philosophie, elle enseigne à la veille de la guerre au lycée de Rennes. Elle participe au congrès d'Esprit de Jouy-en-Josas de 1939, où le jeune Jorge Semprún fait sa connaissance (il fera le récit de leurs relations dans L'Écriture ou la Vie). Elle entame au printemps 1940 sa collaboration à la revue Esprit sous le pseudonyme de Claude-Edmonde Magny, alternant les articles de réflexion (à propos d’Aldous Huxley en février) et les notes rendant compte d’œuvres littéraires récentes.
Après la guerre, elle donne à Esprit, jusqu'en 1951, une dizaine d’articles sur Georges Bataille, sur les écrivains de la déportation et sur Sartre, Joyce, Malraux, Mauriac, Balzac. Ils sont repris, pour la plupart, dans un recueil posthume, avec ceux parus dans Poésie 46 et 47, dans Preuves et dans d’autres revues.

## Œuvres

### Monographies
- Précieux Giraudoux, Paris, Seuil, coll. « Pierres vives », 1945, 120 p. (lire en ligne)
- Les Sandales d'Empédocle, Neuchâtel, Éditions de la Braconnière, coll. « Être et Penser : Cahiers de philosophie », 1945, 290 p. (lire en ligne)
- L'Âge d'or du roman américain, Paris, Seuil, coll. « Pierres vives », 1949 (ISBN 978-2020025652)Prix Sainte-Beuve[3]
- Arthur Rimbaud, Pierre Seghers, coll. « Poètes d'aujourd'hui », 1949, 191 p.
- Histoire du roman français depuis 1918, Paris, Seuil, 1950, 354 p. (ISBN 978-0320062582)
- Lettre sur le pouvoir d'écrire  (préf. Jorge Semprún), Paris, Flammarion, 1950, 55 p. (ISBN 978-2-08-128220-9)
- Littérature et critique, Paris, Payot, 1971, 452 p. (lire en ligne)

### Articles
- « Amour et littérature », Le Crapouillot, Paris, no 10 « La Sexualité »,‎ 1950
- « Zola », Preuves, no 24,‎ 1953
- « L'époque aurée du roman », Preuves, no 40,‎ 1954
- « Le Grand bélier : Baudelaire », Preuves, no 97,‎ 1959
- « Le voyage d'une âme (Dominique Rolin, Le Lit) », Preuves, no 114,‎ 1960

### Documentation
- Pierre Brunel, « Edmonde Vinel », L'Archicube, no 17 bis,‎ février 2015, p. 120-122 (lire en ligne).